# Rhipsalis cereoides
Rhipsalis cereoides é uma espécie de planta do gênero Rhipsalis e da família Cactaceae.  Ocorre principalmente nos inselbergues de Maricá e Rio de Janeiro, e está criticamente ameaçada. 

## Taxonomia
A espécie foi descrita em 1938 por Curt Backeberg. 
O seguinte sinônimo já foi catalogado:  
- Lepismium cereoides  Backeb. & Voll

## Forma de vida
É uma espécie rupícola, herbácea e suculenta. 

## Descrição
| Caule                     | Caule                              |
| ------------------------- | ---------------------------------- |
| aréola adulta             | inerme                             |
| artículo                  | trígono                            |
| artículo distal           | sempre terminal                    |
| crescimento dos artículos | determinado                        |
| vértice                   | liso                               |
| Flor                      |                                    |
| aréola florífera          | glabra                             |
| corola                    | rotácea                            |
| filete                    | branco                             |
| flor                      | lateral                            |
| pericarpelo               | emerso                             |
| pericarpelo               | menor que os segmentos do perianto |
| segmento do perianto      | branco                             |
| Fruto                     |                                    |
| aréola                    | ausente                            |
| formato                   | globoso                            |
| pericarpo                 | branco                             |

## Conservação
A espécie faz parte da Lista Vermelha das espécies ameaçadas do estado do Espírito Santo, no sudeste do Brasil. A lista foi publicada em 13 de junho de 2005 por intermédio do decreto estadual nº 1.499-R. 

## Distribuição
A espécie é encontrada nos estados brasileiros de Espírito Santo e Rio de Janeiro. 
A espécie é encontrada no domínio fitogeográfico de Mata Atlântica, em regiões com vegetação de floresta ombrófila pluvial, restinga e vegetação sobre afloramentos rochosos.